# Kellerhaft
Kellerhaft bezeichnet in der Imkerei die vorübergehende Unterbringung eines Bienenvolkes in einem dunklen und kühlen Raum. Sie wird vor allem bei Schwärmen, Kunstschwärmen oder Begattungsvölkchen angewendet. Das Bienenvolk wird dabei in der Regel für einen Zeitraum von bis zu 3 Tagen in einer verschlossenen Beute oder Kiste gehalten – für eine gute Belüftung muss dabei gesorgt sein. Während der Kellerhaft erhalten die Bienen idealerweise flüssige Nahrung. Wird stattdessen Futterteig verwendet, sollte gelegentlich etwas Wasser auf das Lüftungsgitter gesprüht werden.

## Zweck
Ein eingefangener Bienenschwarm kann zunächst in Kellerhaft gebracht werden, um zu verhindern, dass die Bienen unmittelbar nach dem Einschlagen wieder ausfliegen.
Bei einem Kunstschwarm soll die Kellerhaft die Gewöhnung der Bienen aneinander unterstützen.

## Kritik
Um zu verhindern, dass Ablegerbienen in das Muttervolk zurückfliegen, halten manche Imker die Ableger zunächst für einige Tage in einem kühlen, dunklen Raum. Diese Methode gilt jedoch als umstritten, da sie häufig nicht zuverlässig wirken soll.
Fehler bei der Kellerhaft, wie zum Beispiel zu kleine Lüftungsgitter, können bei Bienen zum Verbrausen führen.